# Liuši Šan
Liuši Šan (také Liushi Shan, Aksai Chin I, Liushi Feng, Kunlun I nebo Kunlun Goddess) je hora vysoká 7 167 m n. m. nacházející se na hranicích oblasti Sin-ťiang a Tibetské autonomní oblasti Čínské lidové republiky. Je to nejvyšší hora pohoří Kchun-lun-šan. 

## Vedlejší vrcholy
Vedle nejvyššího vrcholu má Liuši Šan ještě další dva vrcholy:
- Liuši Šan II – 6 930 m vysoký vedlejší vrchol se nachází 1,33 km severně od hlavního vrcholu. Prominence je 130 m.
- Liuši Šan III – Z Liuši Šan II vede 1,43 km dlouhý hřeben na východ až k 6 875 m vysoké Liuši Šan III. Prominence je 175 m.

## Prvovýstup
Prvovýstup na Liuši Šan provedla 16. srpna 1986 japonská expedice. Jako první stanuli na vrcholu horolezci Šindži Kobajaši, Šuja Nakašima, Tecuja Baba, Jukimasa Numano a Masanori Sató. Následující den se zdařil výstup i druhé skupině, ve které byli Kunio Obata, Takeši Murata, Jukiko Kukuzawaová, Micuhiro Sugawara, Šigeru Masujama a Keidžiró Hajasaka.